# رينيه دوهامل
رينيه دوهامل (بالفرنسية: René Duhamel)‏ هو مجدف فرنسي، ولد في 1 فبراير 1935 في روان في فرنسا، وتوفي في 11 مارس 2007.

## وصلات خارجية
- رينيه دوهامل على موقع الاتحاد الدولي للتجديف (الإنجليزية)
- رينيه دوهامل على موقع اللجنة الأولمبية الدولية (الإنجليزية)
- رينيه دوهامل على موقع أوليمبيديا (الإنجليزية)